# Ocotea maxima
Ocotea maxima är en lagerväxtart som först beskrevs av Otto Christian Schmidt, och fick sitt nu gällande namn av André Joseph Guillaume Henri Kostermans. Ocotea maxima ingår i släktet Ocotea och familjen lagerväxter. Inga underarter finns listade i Catalogue of Life.